# Pedro Marbán
Pedro Marbán (Tiedra, 8 de enero de 1653 - Loreto, 28 de noviembre de 1713) fue un misionero jesuita español, fundador de varias de las misiones de Moxos en la Real Audiencia de Charcas parte del actual territorio de Bolivia. La provincia de Marbán en el departamento de Beni, en Bolivia fue nombrada en su honor.